# Klas Anshelm
Klas Anshelm, född 4 februari 1914 i Annedal i Göteborg, död 6 maj 1980 i Lund, var en svensk arkitekt och konstnär. Anshelm var framförallt verksam med byggnader för industri och vetenskap. I Lund kom han att prägla stadsbilden med en rad offentliga byggnader för bland annat universitetet och Lunds tekniska högskola.

## Biografi

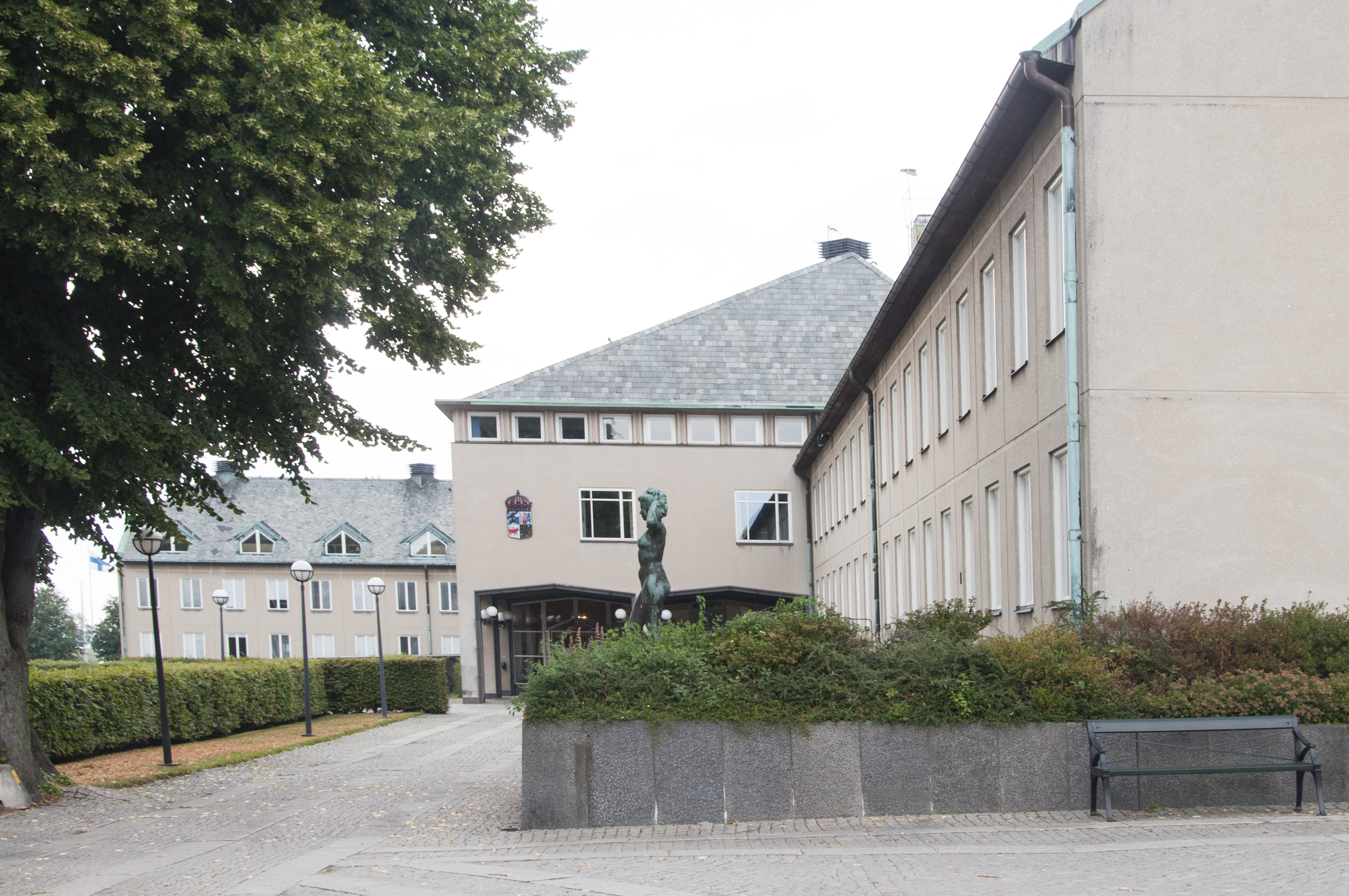
Landsstatshuset i Mariestad, Anshelms första större uppdrag

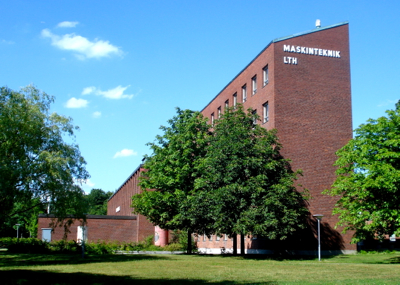
Maskinteknikbyggnaden på LTH i Lund är en del i Anshelms största projekt

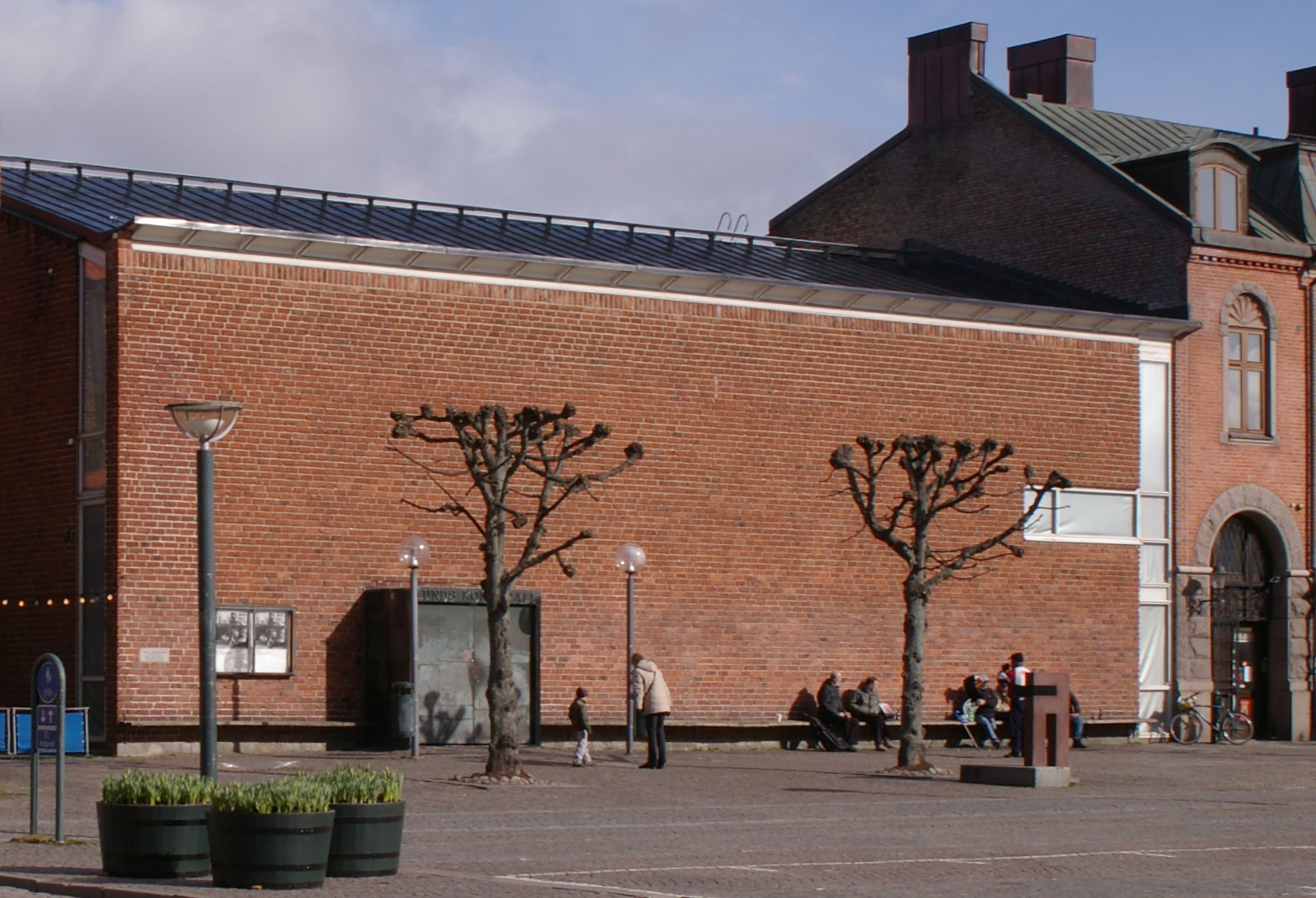
Lunds konsthall räknas som Anshelms genombrott

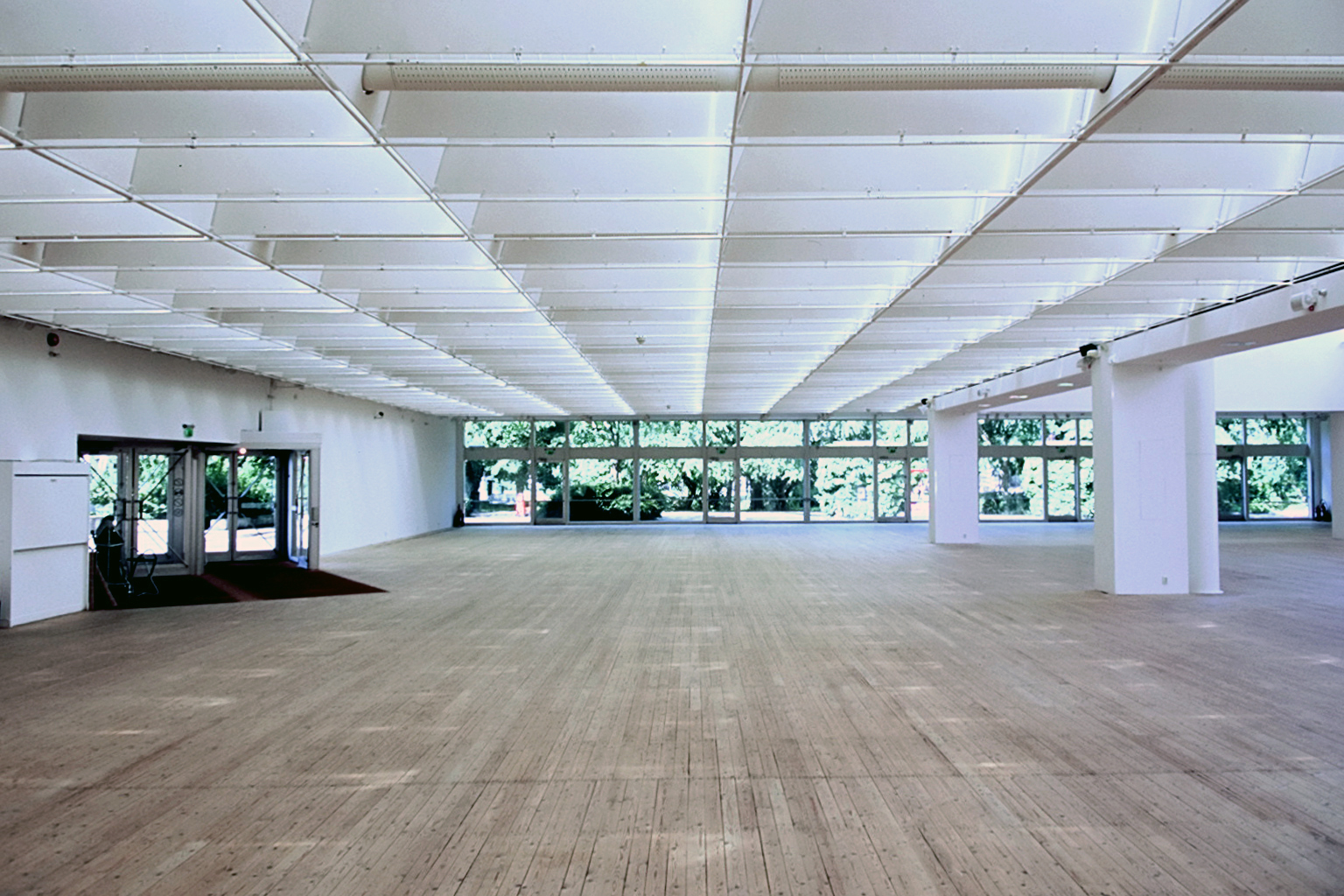
Malmö Konsthall räknas som ett av Klas Anshelms främsta verk

Klas Anshelm växte upp på Sveagatan i Göteborg. Hans far Johan Anshelm Hansson kom från Mark och var ingenjör efter studier på Chalmers. Anshelm visade som barn talang för teckning och modellbygge. Han utbildade sig till arkitekt vid Chalmers tekniska högskola 1936–1940 efter att ha arbetat som byggare och läst in kurser. Efter avlagd arkitektexamen där 1940 fick han anställning hos Hans Westman i Lund. Efter fyra år hos Westman flyttade han till Stockholm och arkitektfirman Wejke & Ödéen. Gunnar Wejke – som var chef för byggnadsstyrelsens utredningsavdelning – såg till att Anshelm fick uppdraget att rita för universitetet i Lund som stod inför en stor expansion. Detta under förutsättning att han etablerade sitt kontor i Lund. År 1947 flyttade så Klas Anshelm åter till Lund med sin familj. Klas Anshelm var sedan den 21 november 1946 gift med Anna Margrethe Anshelm. Den egna lägenheten på Stora Tomegatan fungerade även som kontor fram till 1955 då kontoret flyttades till Kävlingevägen.

### Arkitektonisk stil
Hans arkitektur byggde på den sydsvenska tegeltraditionen med bärande massiva ytterväggar av tegel. Tegel var också det material som Hans Westman vid tiden använde sig av. Anshelm kom från slutet av 1940-talet att vara en del av den motreaktion som följde 1940-talets nostalgisk regionalism med sina arkitektur i betong och tegel. Han drog sig inte heller för att använda sig av råa och icke förädlade material, vilket har givit byggnaderna en tung och kärv karaktär. Anshelm inspirerades av Melchior Wernstedt och Sigurd Lewerentz. Wernstedt var Anshelms lärare på Chalmers.
Han kom att återanvända många av de speciallösningar han ritade vilket gjorde det möjligt att vara ett litet kontor men med möjlighet att ta stora projekt som till exempel Lunds tekniska högskola. Detta gör att man känner igen många byggnadsdetaljer när man jämför olika hus ritade av Anshelm. Den största delen av Anshelms produktion finns i Lund.

### Byggnader
Anshelms första stora uppdrag blev det nya Landsstatshuset i Mariestad 1947. Samma år följde återkomsten till Lund och hans första stora uppdrag där i Medicinarelängan (idag BMC) som startade 1948 och skulle vara fram till 1976. 1951 stod UB 1, den moderna tillbyggnaden av Universitetsbiblioteket i Lund, klar. Under perioden 1948–1978 kom Anshelm att utföra en rad om- och tillbyggnader för Lunds universitet.

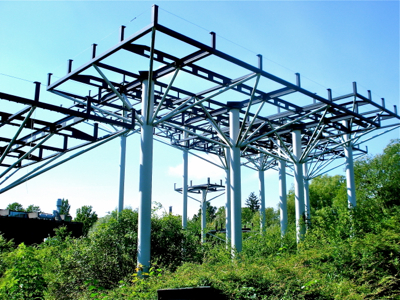
Fontänen vid Lunds tekniska högskola av Klas Anshelm och Arne Jones

Anshelms största projekt följde under 1960-talet i och med uppförandet av Lunds tekniska högskola i stadens östra del som då var jordbrukslandskap. De sex institutionsbyggnaderna som uppfördes går i rött tegel och omges av grönområden. Byggnaderna utmärks genom sina främre höga delar. För området skapade Anshelm även den så kallade LTH-fontänen tillsammans med Arne Jones som var tänkt att fungera som ett vattenfall och binda samman de två dammarna på området. På grund av tekniska problem är den inte i bruk, eftersom glaskaren inte klarade belastningen. Anshelm var under samma period även arkitekt för delar av Chalmers tekniska högskolas nya moderna byggnader (1960–1974). 
För Lunds kommun skapade Anshelm tre välkända byggnader i Lunds konsthall, Kulturens moderna byggnad och Stadshallen. I konsthallen har Anshelm skapat en röd tegelbyggnad vid Mårtenstorget som domineras av sin slutna fasad i tegel. Anshelm vann första pris i en utlyst tävling och konsthallen räknas som hans genombrott. I likhet med Hans Westman gjorde Anshelm även hus för studenter när han skapade Lunds nations hus. Anshelm kom däremot aldrig som Westman eller sin samtida kollega Bengt Edman att skapa studentbostadsområden. 
Han skapade också en byggnad i Malmö för Sydkrafts (idag Eon) huvudkontor. I Malmö skapade han även Malmö Konsthall som räknas som ett av hans främsta verk och som mottog Kasper Salin-priset 1974. Bland hans sista verk hör ytterligare en utbyggnad av universitetsbiblioteket i Lund och språklaboratoriet Absalon som idag är en del av Språk- och litteraturcentrum. 1979 övergick hans verksamhet till Anshelmgruppen Arkitekter AB. Anshelms arkiv överfördes 1996 till Arkitekturmuseet i Stockholm.
Åke Axelsson har designat stolen Anshelm som en hyllning till Klas Anshelm.

## Utmärkelser
- Hedersdoktor vid LTH 1973
- Kasper Salin-priset för Malmö konsthall 1974
- Prins Eugen-medaljen 1978

## Byggnader
- Landsstatshus, Mariestad, 1947
- Mejerilärarbostad, Alnarp, 1951
- Medicinarelängan (idag BMC), Lund, 1948–1976
- Laboratorium för AB Svensk Torvförädling, Lund, 1951
- Montagehall och yrkesskola på Landsverk, Landskrona, 1951–1960
- Universitetsbiblioteket, UB 1, tillbyggnad, Lund, 1951
- Sankt Lars Sjukhus, Lund, 1952–1962
- Villa Rausing, Lund, 1952
- Lunds Konsthall, Lund, 1954–1957
- Östarpshallen på Kulturens Östarp, 1960
- Kulturen i Lund, Lund, 1956–1960
- Lunds nation, Lund, 1956–1958
- Biomedicinska biblioteket, Göteborg, 1957
- Humanisthuset, Lund[8], 1958
- Fritidshus, Källa Alvar, Öland, 1958
- Sommarstugor, 10 st,  Barsebäckshamn, 1958
- Länsstyrelsen, Kristianstad, 1958–1961
- Medicinarelängan, Göteborg, 1958–1968
- Lunds tekniska högskola, Lund, 1960–1969
- Polhemskolan, Lund, 1960
- Avdelning för forskning och utbildning på Perstorp AB, Perstorp, 1960–1964
- Chalmers tekniska högskola, Göteborg, 1960–1974
- Stadshallen, Lund, 1961–1968
- Sydkrafts huvudkontor, Malmö, 1962–1971
- Fridhems folkhögskola, Svalöv, 1965
- Rättsmedicin, Göteborg, 1968
- Landstingskansli, Lund, 1968
- Sjömansgården, Malmö, 1968
- Villa Westlund, Göteborg, 1969
- Rättspsykiatriska kliniken i Lund, 1970–1971
- Sigurd Lewerentz arbetsrum, Lund, 1970
- Villa Oljelund, Göteborg, 1970
- Malmö Konsthall, Malmö, 1974
- Bibliotekstjänst, Lund, 1974
- UB 2, Universitetsbibliotek 2, Lund, 1975–1977
- Absalon, Lund, 1978–1979

## Offentliga konstverk i urval
- LTH-Fontänen, Lund, 1966-1970, med Arne Jones
- Fontän Sydkrafts entré, Malmö, slutet av 1960-talet

## Fotogalleri

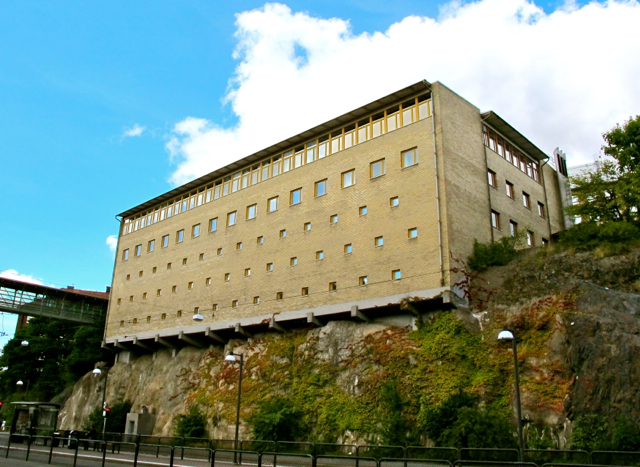
Biomedicinska biblioteket i Göteborg
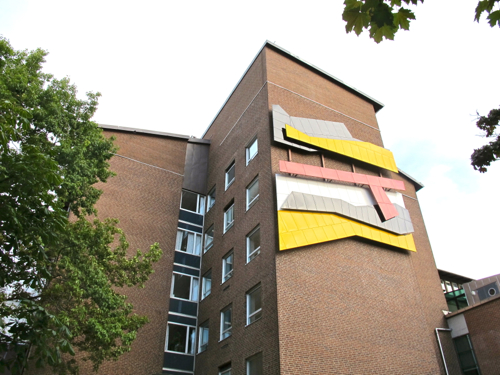
Kemihuset, Chalmers tekniska högskola
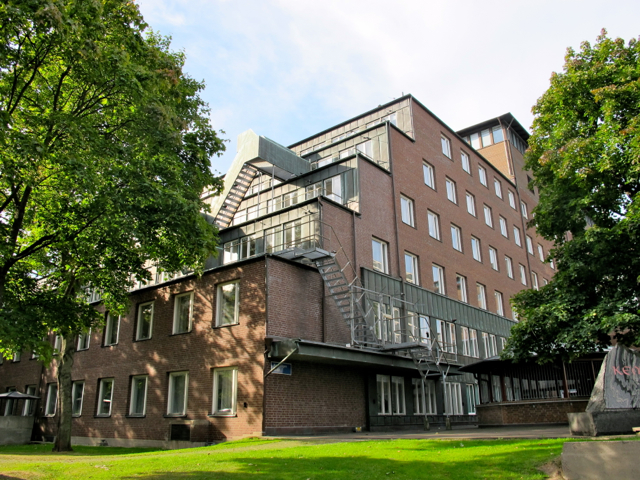
Chalmers tekniska högskola i Göteborg: Kemibyggnaden
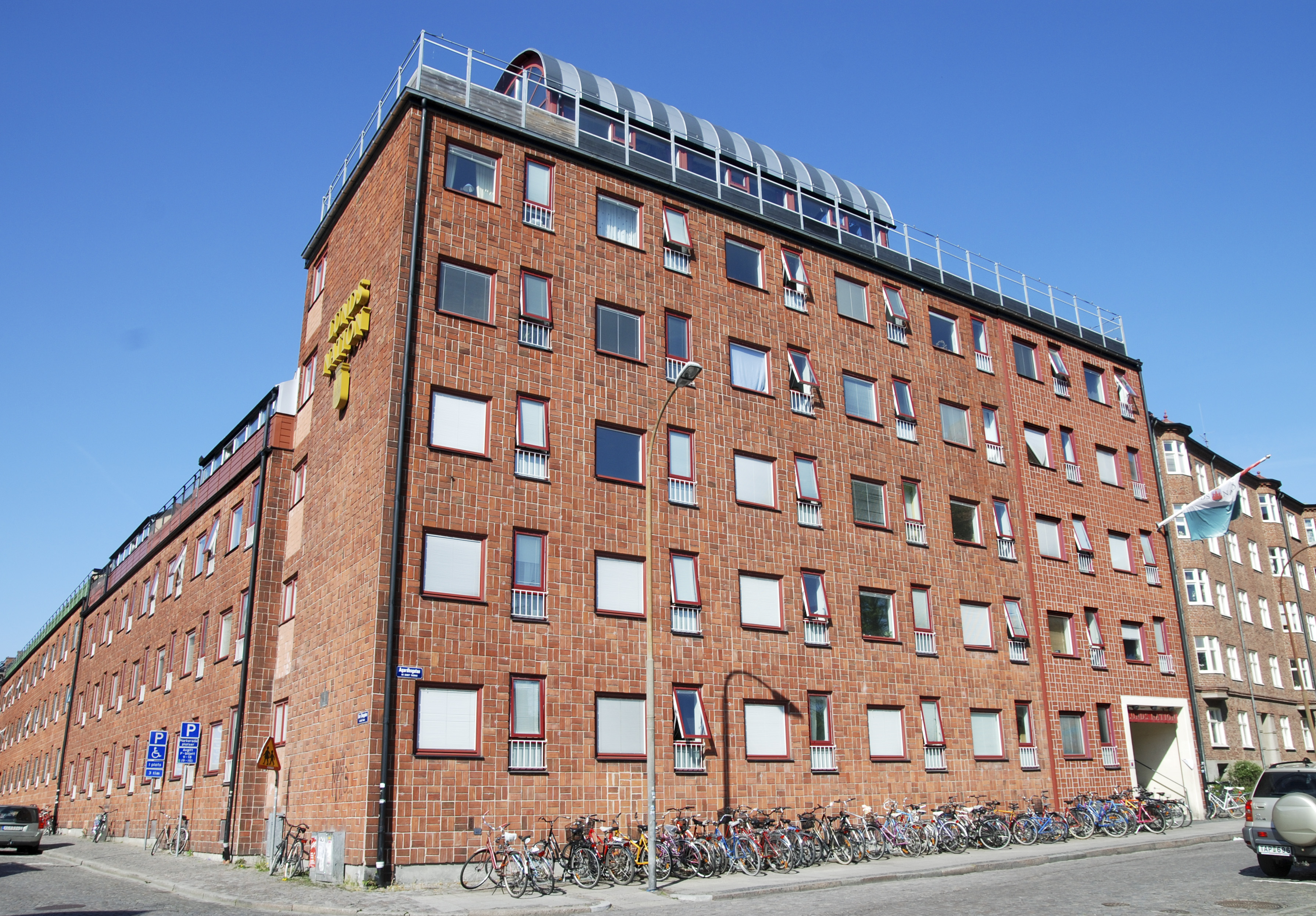
Lunds nation
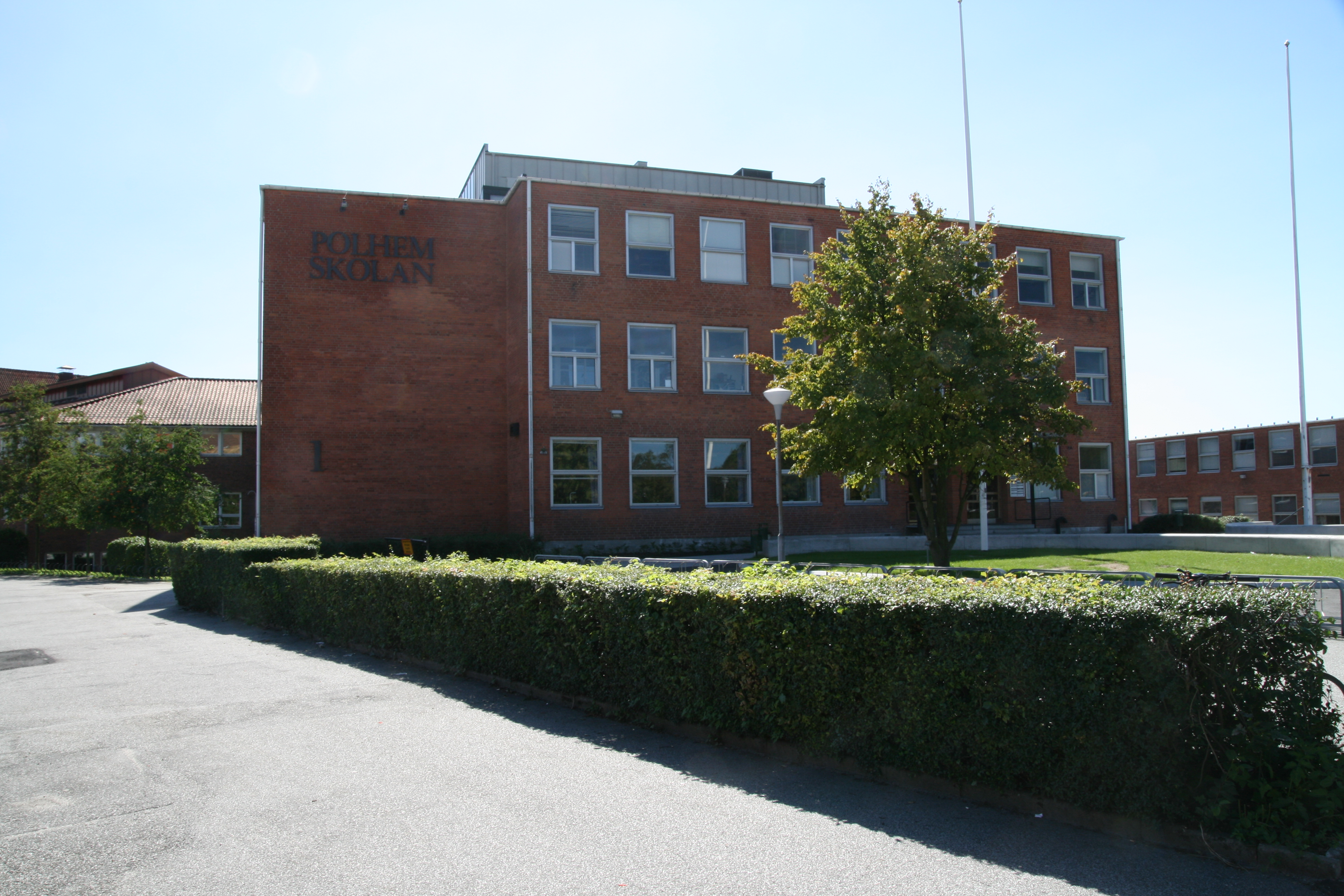
Polhemskolan i Lund
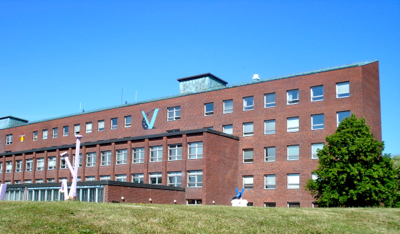
Lunds tekniska högskola
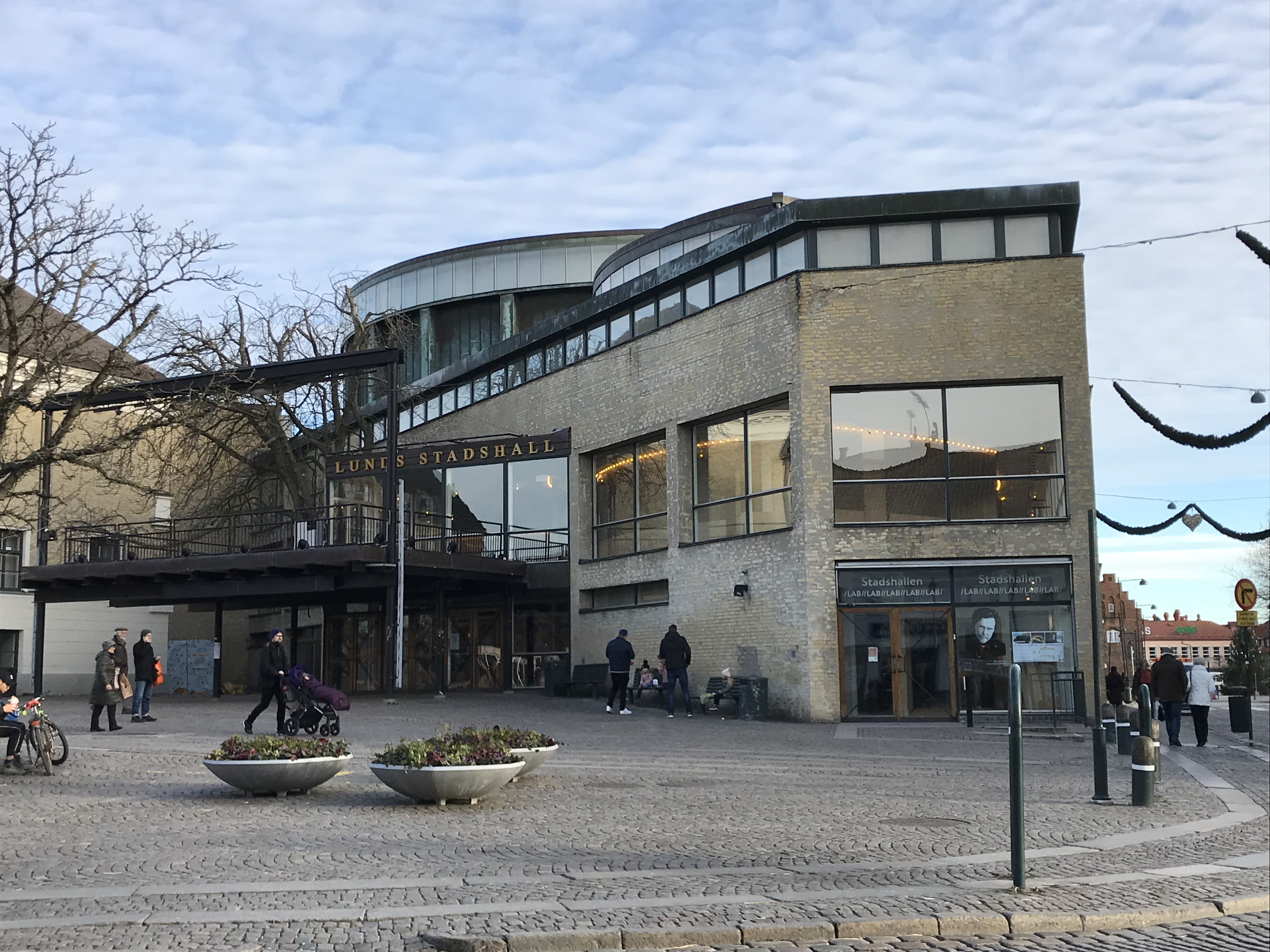
Lunds stadshall
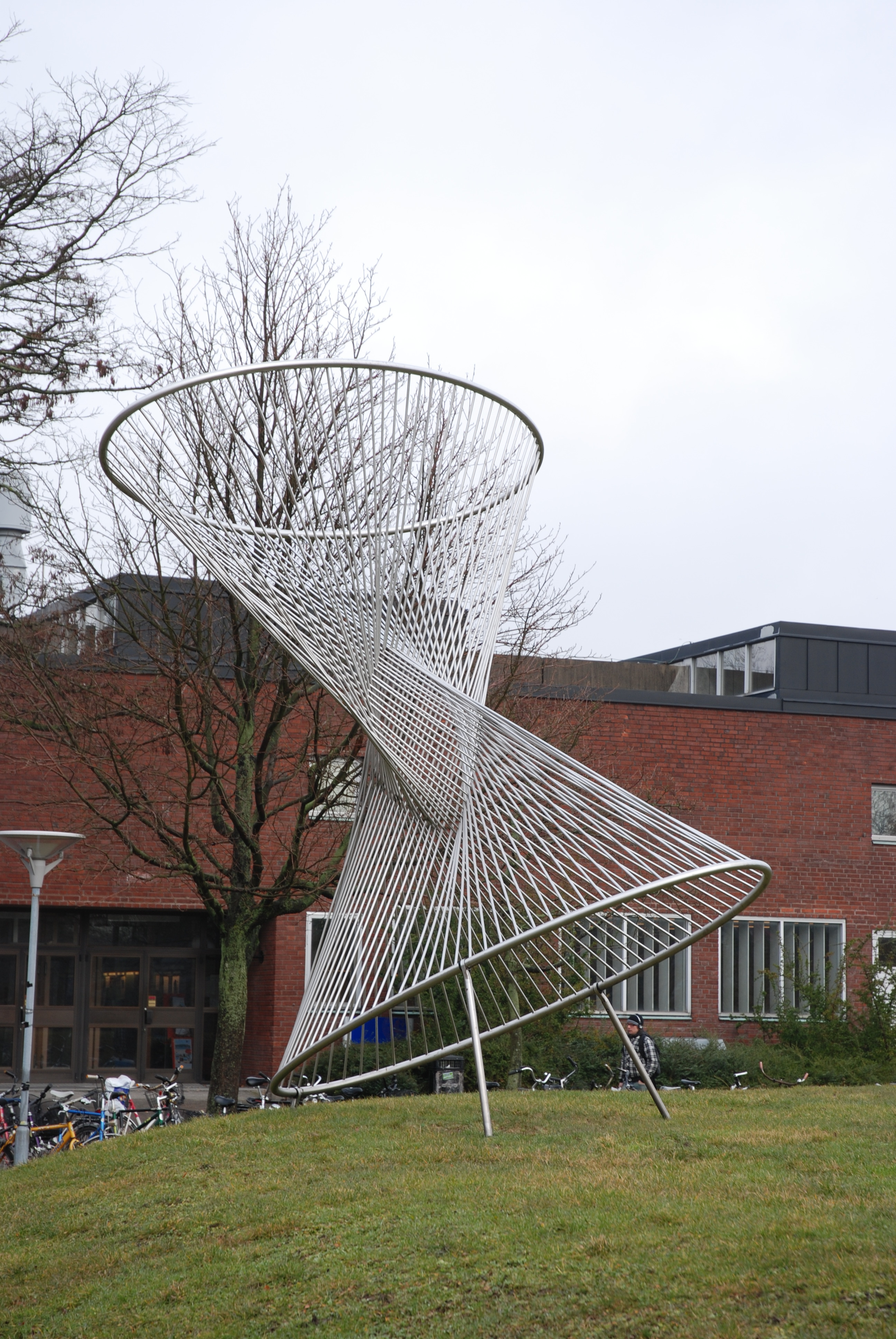
Trådmodell av transcendental regelyta (1966), stål, Lunds tekniska högskola
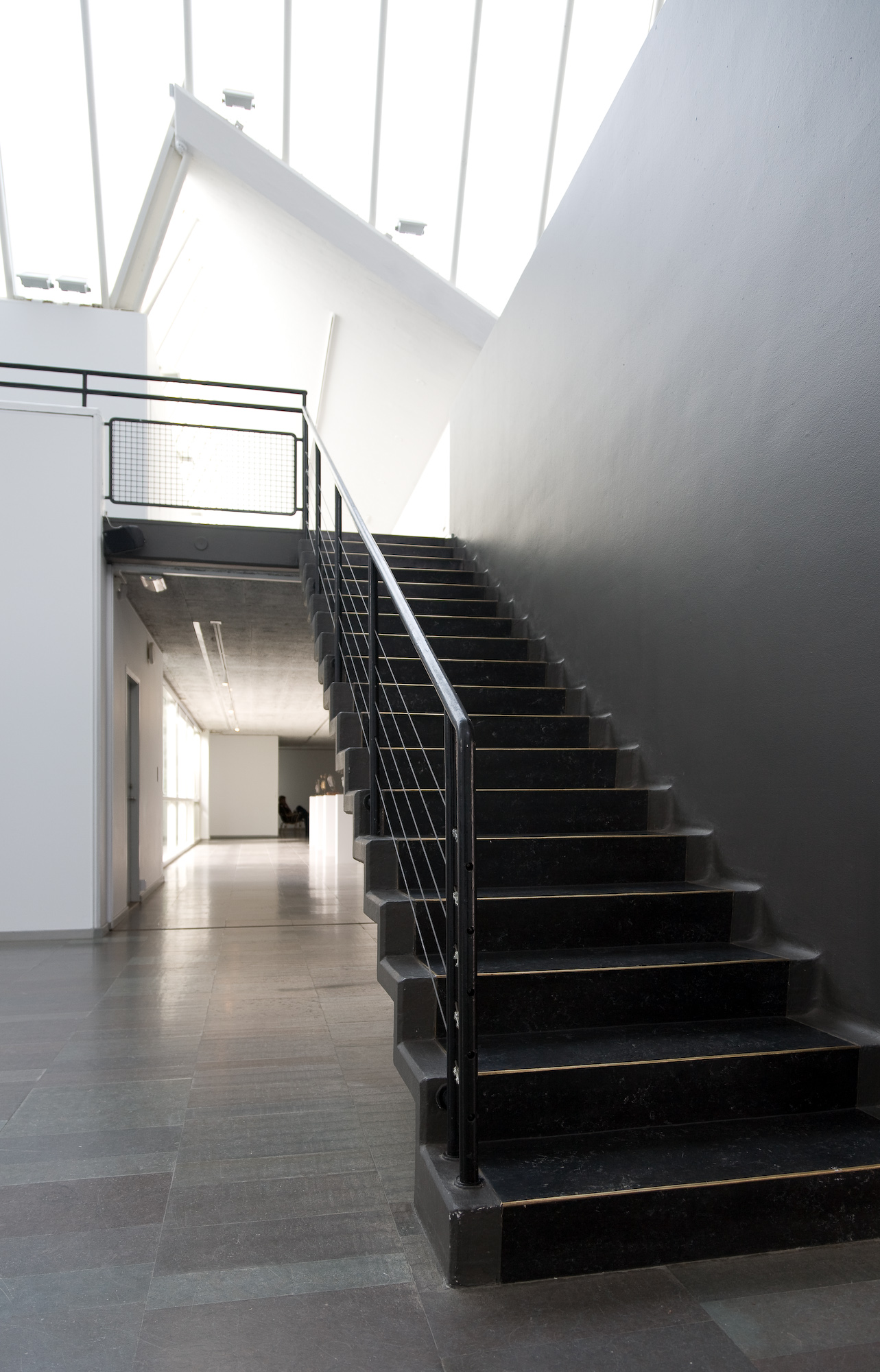
Lunds konsthall (1957)
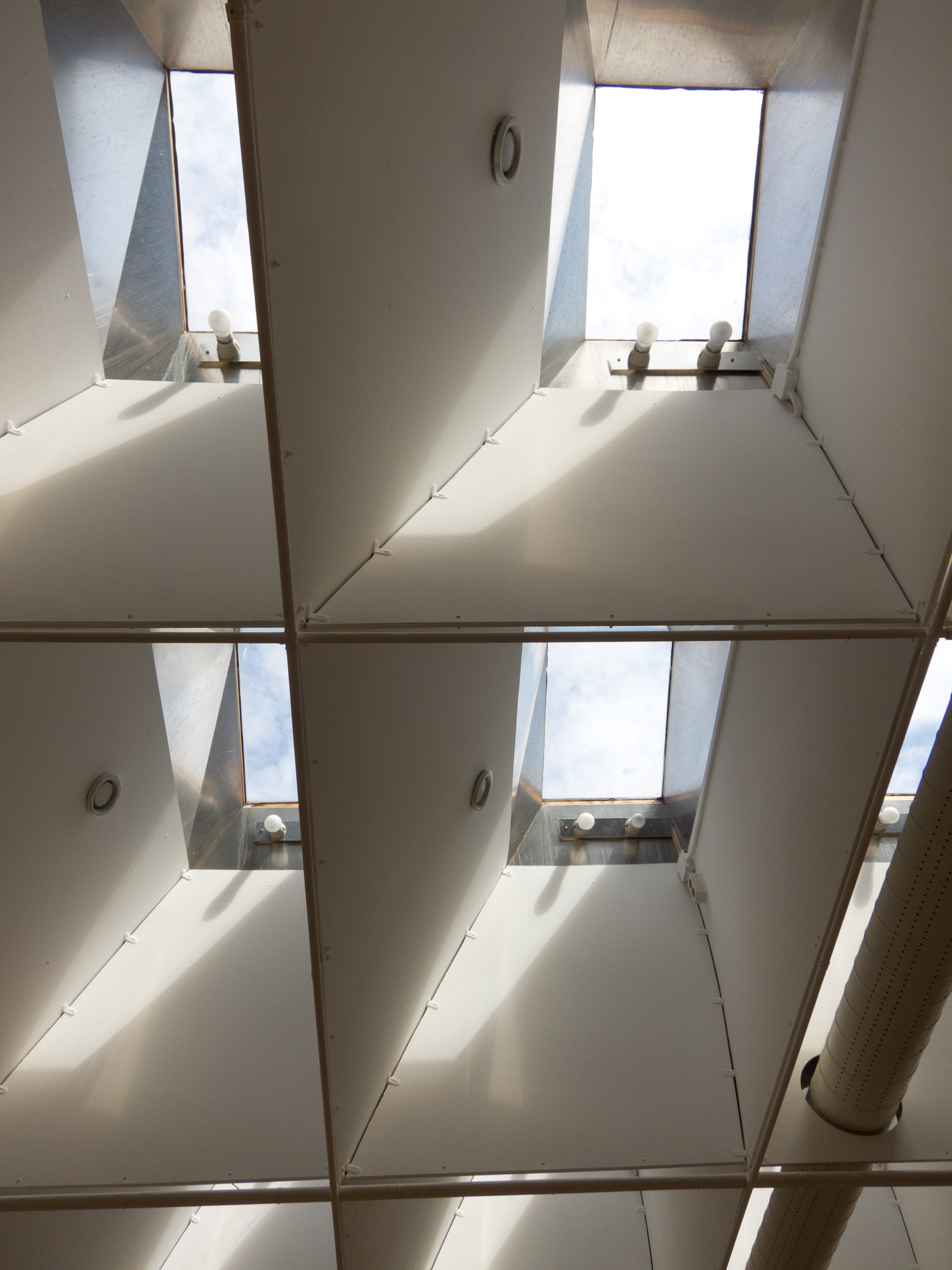
Malmö konsthall (1974)
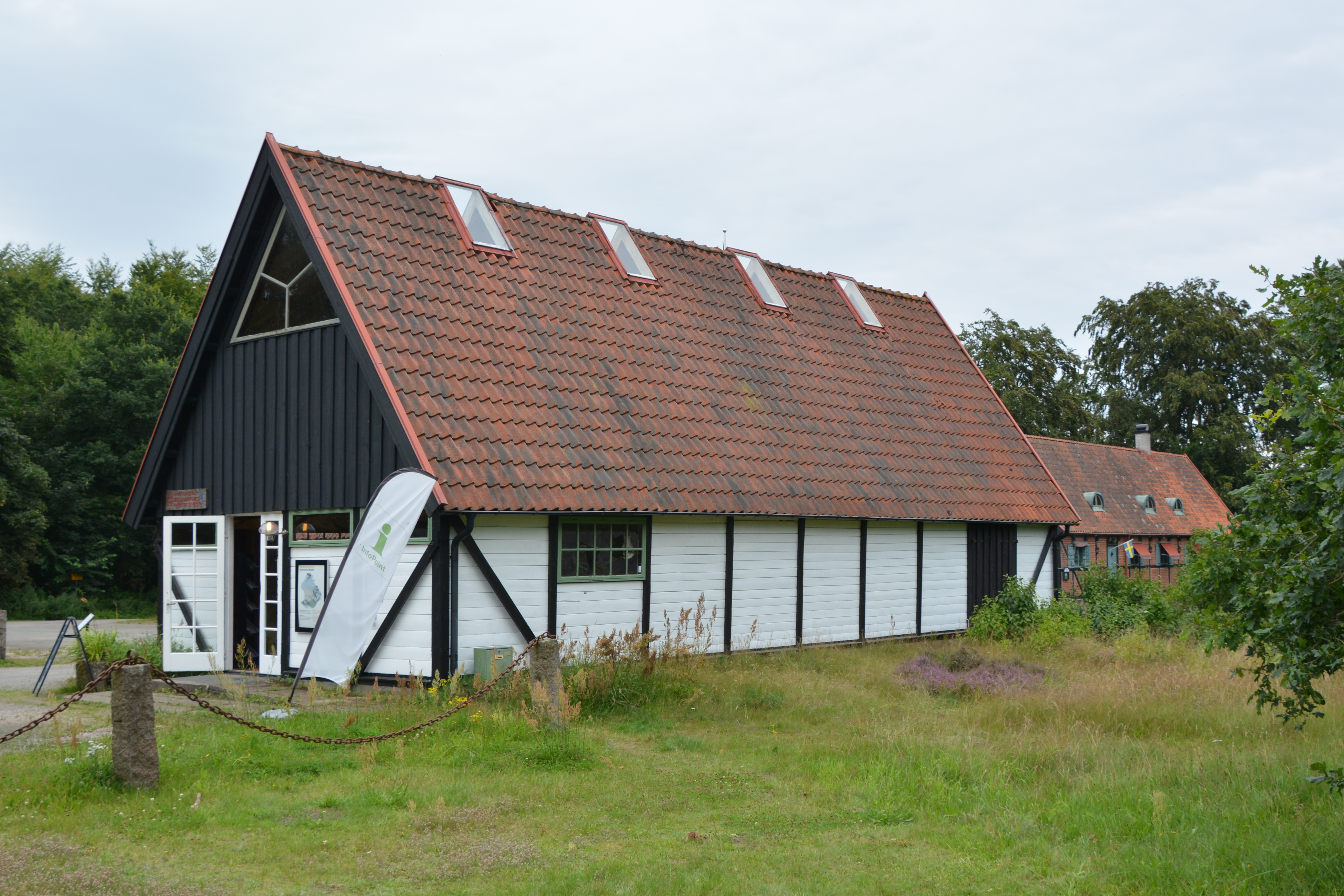
Utställningsbyggnad på Kulturens Östarp